# Arco di Trionfo (Bucarest)
L'Arco di Trionfo (in romeno Arcul de Triumf) di Bucarest è un arco trionfale moderno, sito nella capitale della Romania. L’Arco di Trionfo, che si trova lungo la Șoseaua Kiseleff nella parte nord della città, è uno dei monumenti principali della capitale rumena. Quest’arco trionfale moderno vuole essere una commemorazione della partecipazione vittoriosa della Romania alla Prima Guerra Mondiale.

## Storia e descrizione
L’Arco di Trionfo venne costruito e modificato più volte nel corso degli anni. La primissima struttura venne eretta in occasione dell’indipendenza della Romania ottenuta nel 1878. L’Arco, realizzato in legno, fu costruito in fretta e furia poiché i cittadini rumeni volevano acclamare le truppe vittoriose di ritorno in città. Si voleva celebrare la vittoria facendo marciare i soldati sotto l’arco.
Un secondo arco, anche questo provvisorio, rimpiazzò il primo in seguito alla Prima Guerra Mondiale, nel 1922. Anche questo venne realizzato in legno e stucco.
Tra il 1935 e il 1936 si decise di modificare la struttura e rendere finalmente l’arco permanente. Si rivestì la vecchia struttura di granito. Questa scelta fu dettata principalmente da ragioni estetiche, poiché con gli anni la struttura di legno si era deteriorata. Lasciandola così, l’immagine della capitale, della “Piccola Parigi”, sarebbe stata danneggiata.
L’Arco di Trionfo è alto complessivamente 26 metri e la forma, così come l’estetica, vogliono ricordare l’Arc de Triomphe di Parigi.
Il primo dicembre di ogni anno, Festa Nazionale della Romania, l’Arco è scenario di spettacolari celebrazioni con parate militari. Inoltre è presente una scala interna all’Arco che è stata costruita per permettere ai visitatori di salire fino in cima e approfittare di un panorama della città.